# Tormenta blanca

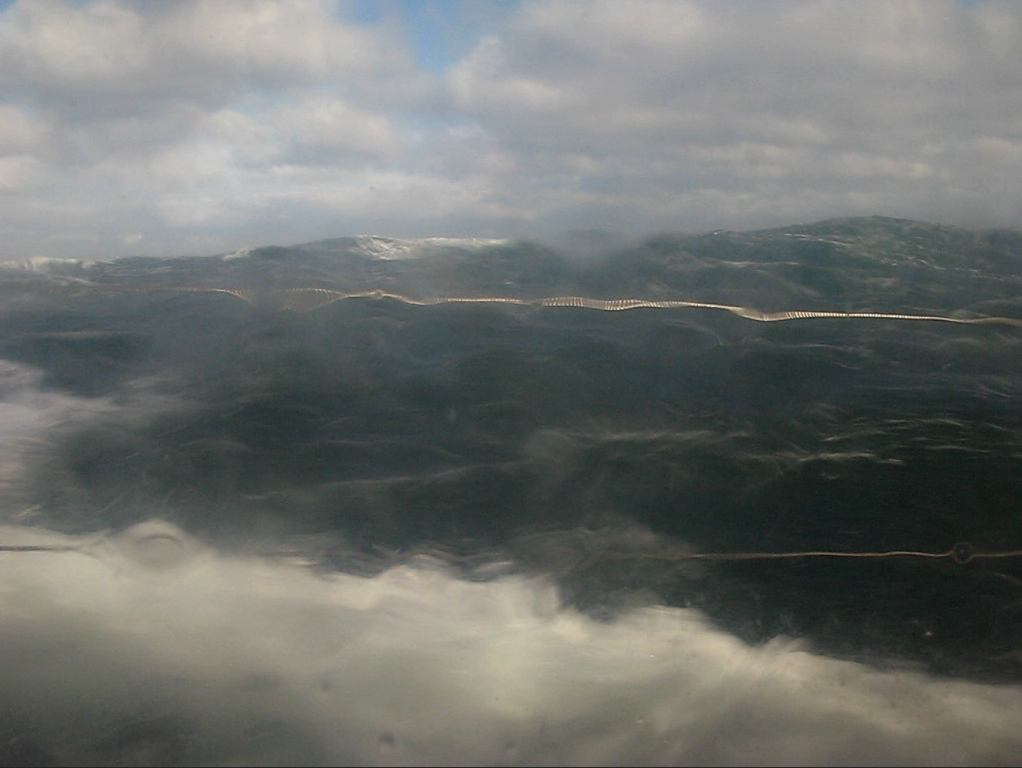
Una tormenta blanca el 25 de octubre de 2009 en el Estrecho de Magallanes

Una tormenta blanca es una ventisca súbita y violenta que se produce en el mar y que no está acompañada de las nubes negras generalmente características de una borrasca. El nombre hace referencia a las crestas blancas de las olas que se forman por efecto del tremendo viento arrachado que las impulsan. Esto avisa a los desafortunados marineros que se ven sorprendidos en una de ellas. 
Aunque poco comunes en el mar, las tormentas blancas son bastante frecuentes en los Grandes Lagos de Norteamérica y en el Estrecho de Magallanes. 
Han causado la pérdida de algunos barcos. En mayo de 1986, el Pride of Baltimore, una goleta moderna, se hundió por una tormenta blanca. El barco de 121 toneladas se hundió a unas 240 mn al norte de Puerto Rico, dejando a los supervivientes a la deriva durante 5 días, hasta que el Toro, un carguero noruego, los recogió a las 2:30 a. m. del 19 de mayo de 1986.  El bergantín Albatross, un buque escuela privado cuyo volcamiento en menos de dos minutos, ocurrido el 2 de mayo de 1961  cerca del Triángulo de las Bermudas causó el fallecimiento de 6 tripulantes. 